# 481 Emita
481 Emita eller 1902 HP är en stor asteroid i huvudbältet, som upptäcktes den 12 februari 1902 av den italienske astronomen Luigi Carnera. Namnets ursprung är okänt.
Asteroiden har en diameter på ungefär 121 kilometer.